# Tiga (isola)
Tiga, nota anche come Tokanod, è una piccola isola dell'Oceano Pacifico meridionale. Dista 35 km dall'isola di Lifou e 24,5 km dall'isola di Maré e fa parte dell'arcipelago della Nuova Caledonia.
Tiga fa parte del comune di Lifou, nella provincia delle Isole della Lealtà (Province des îles Loyauté), una delle tre province del Territorio della Nuova Caledonia, un territorio d'oltremare della Francia. L'isola è lunga 6 km e larga 2, per un totale di circa 10 km². Il punto più alto è di 76 metri sopra il livello del mare.
Al 2004 la popolazione dell'isola ammontava a 150 abitanti.

## Storia
L'isola fu scoperta intorno all'anno 700, mentre fu avvistata per la prima volta da un europeo, il capitano Jules Dumont d'Urville, durante un suo viaggio australe a bordo dell'Astrolabe, nel giugno 1827. In quel periodo l'isola era popolata da circa cento persone.

## Cultura
Tiga è citata nel romanzo per bambini On the Run (1964) dell'autrice britannica Nina Bawden.